# Jean Gijsberto de Mey van Streefkerk (1782-1841)
Jean Gijsberto de Mey van Streefkerk, heer van Streefkerk, bijgenaamd De Klok (Leiden, 17 april 1782 - 's-Gravenhage, 5 januari 1841) was een Nederlands ambtenaar en later minister van Staat. Jean de Mey van Streefkerk studeerde Romeins en hedendaags recht aan de Hogeschool te Leiden tussen 1800 en 1802, waar hij promoveerde op stellingen, en een jaar later werd hij als gezantschapssecretaris (een diplomatieke functie) benoemd in Parijs.
In 1805 werd hij benoemd als kabinetssecretaris tijdens de regering onder Schimmelpenninck, een functie die hij zou voortzetten onder koning Lodewijk Napoleon. Na zijn vertrek was hij enkele maanden secretaris bij het Syndicaat van Holland, en in 1813 kwam hij te werken bij het commissariaat-generaal van Binnenlandse Zaken. Vier maanden later werd hij secretaris bij de Raad van State, en in 1815 werd hij weer secretaris bij het Kabinet des Konings.
Na enkele maanden in 1816 waarnemend secretaris van staat (een politiek-ambtelijke functie) te zijn geweest bij afwezigheid van Anton Reinhard Falck nam hij die functie definitief op zich bij diens promotie tot minister. In 1823 werd hij daarnaast ook secretaris van de ministerraad, wat hij tot 1835 zou blijven. Bij K.B. van 14 juni 1826 N° 131 werd zijn vader verheven in de adelstand als jonkheer en hijzelf bij K.B. van 16 juni 1826 N° 105 tot baron bij eerstgeboorte. Hij was heer van Streefkerk.
In 1835 werd De Mey eervol ontslagen op zijn eigen verzoek, om gezondheidsredenen. Bij zijn vertrek werd hij benoemd tot Minister van Staat (en nam als dusdanig ook deel aan de ministerraad), lid van de Eerste Kamer en grootkruis in de Orde van de Nederlandse Leeuw. De laatste functie heeft hij nooit aanvaard, en die benoeming werd na een jaar ingetrokken.
De Mey van Streefkerk is driemaal getrouwd: in 1809 met Francis Catharine Beeldemaker (1783-1811), in 1817 met Elisabeth Wilhelmina Swellengrebel (1794-1821) en in 1826 met Clara Elisabeth Witsen Elias (1788-1847). Hij had vijf dochters, uit het eerste huwelijk een, uit het tweede drie en uit het derde een.